# Club Atlético Vélez Sarsfield
O Club Atlético Vélez Sarsfield, mais conhecido como Vélez Sarsfield, é um clube argentino multidesportivo localizado no bairro de Liniers, na cidade de Buenos Aires. Seu time de futebol disputa a Primera División, o maior nível do sistema de ligas da Argentina e manda os seus jogos com mando de campo desde 1951 no Estádio José Amalfitani, próprio, para 49.540 torcedores.
Um dos clubes mais bem sucedidos na história do futebol argentino, possui treze títulos nacionais (onze títulos da liga e dois de copa) e cinco internacionais, incluindo uma Copa Libertadores e uma Copa Intercontinental, tendo como maiores rivais o Ferro Carril Oeste e o San Lorenzo. Além do futebol, o clube detém outros esportes, como atletismo, basquetebol, ginástica, hóquei em campo, artes marciais, tênis, patinação e voleibol.

## História

### Início: 1910-1953

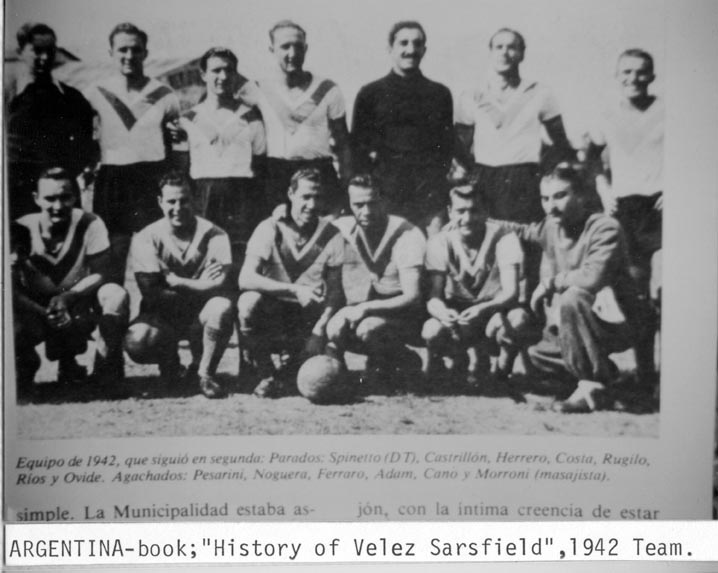
Este é um retrato da equipe de 1942, que jogou na segunda divisão, com o goleiro Miguel Rugilo "Leão de Wembley".

Em 1 de janeiro de 1910 se formalizou a fundação, por imigrantes italianos, na cidade de Buenos Aires, do Club Atlético Argentinos de Vélez Sarsfield (nome dado em homenagem a um ilustre jurista argentino) e o primeiro presidente eleito foi Luis Barredo.
O primeiro uniforme utilizado foram as clássicas camisetas brancas, que eram mais baratas e estavam ao alcance de todos e as partidas como equipe local eram disputadas no campo de Ensenada y Provincias Unidas.
Dois anos mais tarde, troca-se o uniforme oficial: camisetas azul-marinho e calções brancos. Corria o ano de 1913, e ingressaram dez novos sócios, entre eles José Amalfitani, e em uma reunião da Comissão Diretora, decidem abreviar o nome para Club Atlético Vélez Sarsfield.
Em 14 de maio do ano seguinte, foi oficializada a camiseta “tricolor”, de listras verticais com as cores vermelho, branco e verde, devido às origens italianas do clube, muito parecida com  a do Fluminense, do Rio de Janeiro, com quem inclusive possui forte amizade, também entre suas torcidas.
Em 1919, o Vélez consegue sua primeira ascensão à primeira divisão e consegue o vice-campeonato do campeonato da Associação Amadora de Futebol. Em 13 de março de 1923, José "Don Pepe" Amalfitani se torna presidente do clube, cargo que ocuparia por trinta anos. Logo o clube consegue um terreno na interseção das ruas Basualdo e Guardia Nacional (Villa Luro). Em 1928, se realiza a primeira partida noturna do futebol argentino nesse mesmo lugar.
O estádio construído acabaria recebendo o nome que o identifica: "El Fortín" (palavra que também existe na língua portuguesa e que significa "pequeno forte" ou "pequena fortaleza"). O autor dessa denominação foi o jornalista Hugo Marini, chefe da seção de esportes do jornal "Crítica", e fazia alusão à aparência do campo e a sua fama de alçapão.
Dez anos depois, houve a necessidade de renovar o estoque de camisetas, e foi então que surgiu a proposta de um comerciante, que ofereceu a baixo custo um jogo de camisetas brancas com um "V" azulado na altura do peito, que um clube de rugby nunca havia retirado. Os dirigentes velezanos aceitaram a proposta e assim nasceu o uniforme atual da equipe fortinera, usado até hoje, embora em algumas ocasiões, o clube use o antigo uniforme.
Em 1940, o Vélez sofreu seu primeiro descenso, que trouxe como consequência o despejo do terreno do campo de jogo e a renúncia de uma centena de sócios. Foi então que "Don Pepe" pôs tudo de si mesmo e juntou centavo a centavo para encarar a construção do novo estádio da avenida Juan B. Justo e Álvarez Jonte, com as tribunas do velho Fortín.
Passaram-se três anos nos quais a luta de Amalfitani foi mais que notória e a recompensa de seus esforços foi o retorno a Primeira Divisão com uma campanha meritória. Já na categoria máxima, começa a remodelação do estádio e, em 1951, se inaugura o estádio de cimento.
A campanha mais importante para a história do Vélez até então, foi realizada em 1953, quando a equipe conquistou o vice-campeonato da primeira divisão.

### Torneio Nacional: 1968

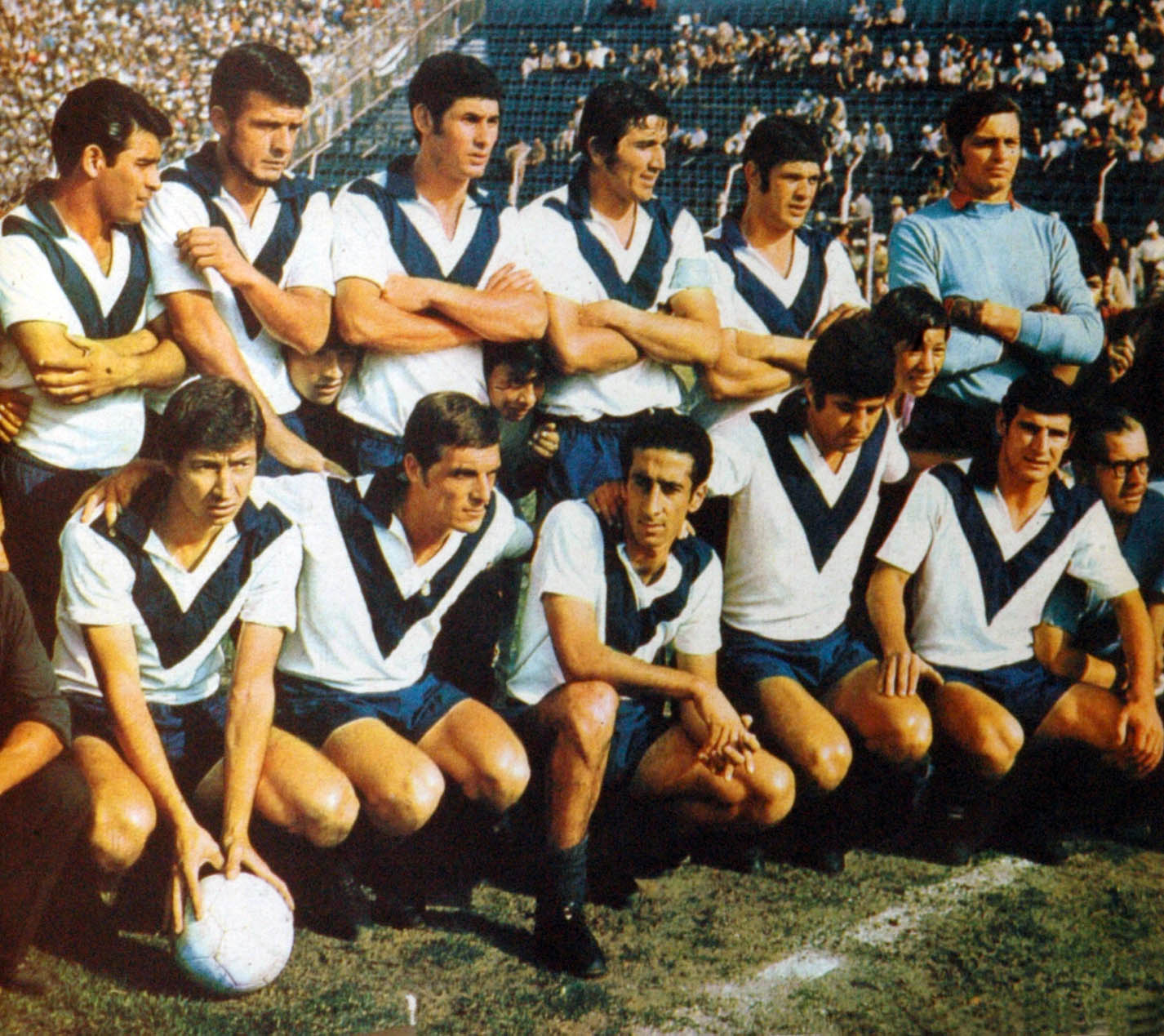
A equipe que conquistou o Campeonato Nacional de 1968. Em pé, da esquerda para a direita: Gallo, Solorzano, Zottola, Overjero, Atela, Marín. Agachados, da esquerda para a direita: Moreyra, Luna, Wehbe, Willington e Nogara

O Vélez foi campeão pela primeira vez em 29 de dezembro de 1968. A equipe ganhou 10 partidas, marcou 39 gols e teve a maior goleada da temporada ao vencer por 11 a 0 ao Huracán de Bahía Blanca. O treinador foi Manuel Giúdice e seus grandes destaques foram os craques Daniel Willington e Carlos Bianchi. Além do mais teve o artilheiro do campeonato, Omar Wehbe, com 16 gols.

### Luto: 1969
Em 14 de maio de 1969, morre José Amalfitani.

### "Nuevo Fortín": 1978
A Copa do Mundo FIFA de 1978, realizada na Argentina, teve como uma de suas subsedes o estádio de Liniers, que foi remodelado de acordo com o regulamento da FIFA. Construíram-se novas plateias, e ampliou-se a capacidade do "Nuevo Fortín" - seu apelido - para 50 mil espectadores.

### João Paulo II: 1987
O Estádio José Amalfitani recebe a visita do Papa João Paulo II em 10 de abril de 1987, que celebra uma missa diante de 55 mil fiéis.

### A "era Bianchi": 1993-1996
Torneio Clausura 1993
O Vélez se consagrou campeão do Campeonato Clausura em 8 de junho de 1993 ao empatar com o Estudiantes de La Plata, no estádio do adversário, em 1 a 1 na décima oitava rodada do torneio. Carlos Bianchi, o maior artilheiro da história do clube, foi o treinador que levou o Vélez a liderar a tabela com 27 pontos. A equipe era formada, em sua maioria, por jogadores das categorias inferiores como Marcelo Gómez, Christian Bassedas, Omar Andrés Asad e José Flores, aos quais se somaram jogadores já consagrados, vice-campeões no ano anterior sob a direção de Eduardo Luján Manera, entre os quais José Luis Chilavert, Roberto Trotta, Víctor Sotomayor, Raúl Cardozo, José Basualdo e Walter Pico.
Taça Libertadores da América de 1994
O dia 31 de agosto de 1994 é uma data que nenhum velezano poderá se esquecer facilmente. Foi o maior passo que deu o Vélez e que o fez reconhecido no continente americano: a conquista da Taça Libertadores da América, diante do São Paulo de Telê Santana, em pleno Morumbi. Na fase inicial, classificou-se em primeiro lugar  em um grupo difícil com Boca Juniors, Palmeiras e Cruzeiro e, em seu caminho para a grande final, superou o Defensor do Uruguai, Minervén da Venezuela e Junior Barranquilla da Colômbia.
As incríveis defesas e cobranças de pênaltis por parte do paraguaio José Luis Chilavert foram as armas letais do Vélez. No primeiro jogo da final, no estádio José Amalfitani, diante do São Paulo, Asad converteu o único gol que deu esperanças de ganhar essa final. Finalmente, o Morumbi esperava a equipe de Liniers, perdeu o tempo normal por 1 a 0  e na disputa de penaltis, o clube de El Fortín superou o São Paulo FC por 5 a 3. A taça, assim, viajou até as vitrines de Liniers. O Vélez consagra-se campeão da América, o primeiro grande sonho cumprido.
Taça Intercontinental 1994
Depois da vitória diante do São Paulo Futebol Clube de Telê Santana, o Vélez tinha um desafio de uma magnitude jamais experimentada: enfrentar o Milan de Fabio Capello, em Tóquio. Em um confronto de titãs, o bairro derrotou o império. Trotta, com um gol de pênalti aos 12 minutos do segundo tempo e Asad, com um golaço 7 minutos depois, foram suficientes para cumprir com o objetivo. E nesse 1 de dezembro de 1994, o Vélez se sagrou campeão intercontinental.
Torneio Apertura 1995
O Vélez revalidou seus títulos em 1995, ao conquistar o Campeonato Apertura, com os mesmos homens de sempre, mais o esforço de Herrera e alguns juvenis promovidos por Bianchi. Com seis vitórias nas últimas seis partidas, e um contundente 3 a 0 contra o Independiente, em Avellaneda, em 17 de dezembro, o Vélez conquistou seu terceiro título em campeonatos nacionais.
Copa Interamericana 1994
Ao conquistar a Copa Libertadores em 1994, não só teve a oportunidade de disputar a Supercopa nos anos seguintes, como também a Recopa Sul-americana e a Copa Interamericana, esta última enfrentando ao campeão da Copa dos Campeões da CONCACAF, o Sport Cartaginés, da Costa Rica. A primeira partida, em San José, terminou empatada sem gols. Na revanche, disputada em 24 de fevereiro, no estádio José Amalfitani, o Vélez derrotou seu adversário com dois gols de José Oscar Flores, e se coroou campeão da Copa Interamericana.
Torneio Clausura 1996

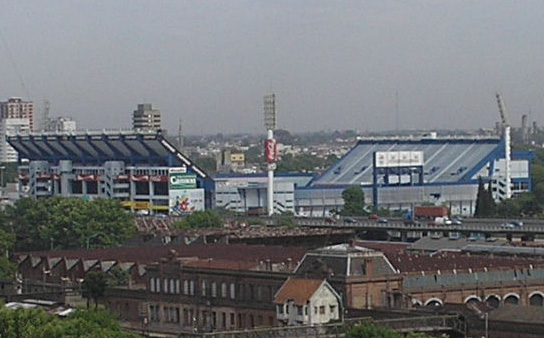
O atual Estádio José Amalfitani, El Nuevo Fortin

Faltavam quatro rodadas para finalizar o Campeonato, quando Bianchi deixou nas mãos de seu ajudante Osvaldo Piazza a direção técnica do Vélez. A equipe tinha perdido somente uma partida, diante do Estudiantes. Na tarde de 18 de agosto de 1996, diante do Independiente, o último rival no torneio, Chilavert defendeu um pênalti cobrado por Jorge Burruchaga nos últimos minutos de jogo. Com um empate sem gols, o Vélez se consagrou bicampeão em seu estádio.

### Supercopa 1996
Em 4 de dezembro de 1996, o Vélez se sagrou campeão invicto da Supercopa ao derrotar na final o Cruzeiro Esporte Clube, por 2 a 0, com gols de Patricio Camps e Gélson (contra). Duas semanas antes, em Belo Horizonte, o Vélez havia ganho por 1 a 0, com gol de Chilavert, de pênalti, marcando a primeira vitória de equipes argentinas neste estádio.

### Recopa Sul-americana 1997
O Vélez ganhou em 13 de abril de 1997, em Kobe, no Japão, a única taça que faltava em sua vitrine. Empatou por 1 a 1 com o River nos 90 minutos e na prorrogação. Na definição por pênaltis, mais uma vez brilhou a estrela de Chilavert, ao defender os chutes de Marcelo Gallardo e Trotta, o jogador que abriu o caminho para o título intercontinental do Vélez. Pellegrino, por sua parte, converteu o pênalti que deu a quinta estrela internacional ao clube.

### Torneio Clausura 1998

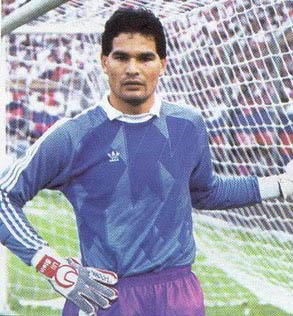
O fantástico goleiro paraguaio José Luis Chilavert, um dos ídolos máximos da história do Vélez Sarsfield e considerado também um dos maiores goleiros de todos os tempos

Chilavert e Christian Bassedas eram os pontos fortes. Zandoná, Mauricio Pellegrino, Raúl Cardozo e Compagnucci eram os históricos. E a tática era completamente diferente. O treinador Marcelo Bielsa promovia uma renovação. Claudio Husaín, Camps, Sebastián Méndez e a aparição do juvenil Lucas Castromán foram decisivos para a obtenção do último título dos anos 90. Em 31 de maio de 1998, com um gol de Martín Posse contra o Huracán, em Liniers, o Vélez conquistou o campeonato.

### Torneio Clausura 2005
Depois de sete anos, o Vélez conquistou seu sexto título nacional. O adversário batido foi o Estudiantes de La Plata, em Liniers, por 3 a 0, gols de Fabián Cubero, Rolando Zárate e Castromán. O treinador do Vélez foi Miguel Ángel Russo.

### A "Era Gareca" 2009-2013
Torneio Clausura 2009

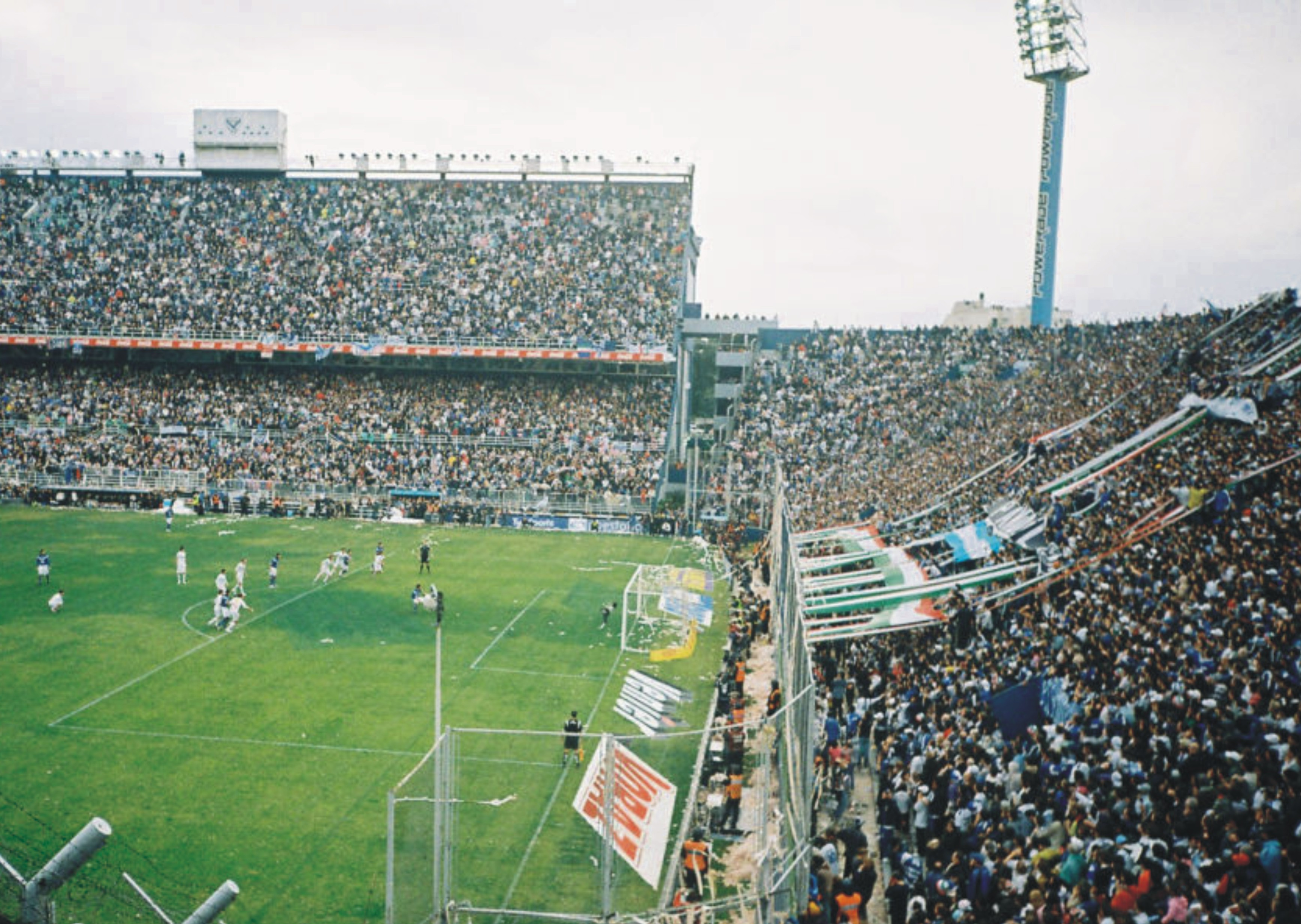
Em 2009, o Vélez conquistou seu sétimo título nacional

O Vélez conquistou seu sétimo título nacional ao vencer o Torneio Clausura em 2009 ao bater o Huracán na última partida por 1 a 0, gol de Maximiliano Moralez, um dos destaques da equipe ao lado do zagueiro Sebastián Domínguez. O treinador foi Ricardo Gareca.
Torneio Clausura 2011
Mantendo a base da equipe campeã em 2009, o Vélez conquistou seu oitavo título nacional, o Torneio Clausura 2011, com uma rodada de antecedência ao vencer o Huracán por 2 a 0. O treinador foi novamente Ricardo Gareca e um de seus jogadores mais destacados na campanha foi o atacante uruguaio Santiago Silva.
Torneio Inicial 2012
Com a base dos últimos anos e ainda sob a direção de Gareca, o Vélez conseguiu o título do Torneio Inicial 2012 com uma rodada de antecedência e a vaga garantida na final do campeonato em 2013. Seu principal destaque foi o atacante Facundo Ferreyra, artilheiro do campeonato com 13 gols marcados.
Super Final 2012-2013
Em 2013, o Vélez obteve mais um título, a Super Final 2012-13 ao vencer o Newell's Old Boys, campeão do Torneio Final 2013 por 1 a 0, com um gol de Lucas Pratto e com grande atuação do goleiro uruguaio Sebastián Sosa, que defendeu um pênalti quando a equipe estava somente com 10 jogadores. Ricardo Gareca foi, mais uma vez, o treinador dessa conquista.

### Supercopa Argentina 2014
O Vélez começou o ano de 2014 com a conquista da Supercopa Argentina, na qual venceu o Arsenal de Sarandi por 1 a 0, gol de Tito Canteros. O treinador dessa conquista foi José Oscar Flores, que substituiu Ricardo Gareca.

## El nuevo grande
Com as conquistas obtidas de 1993 até a atualidade, o Vélez Sarsfield é considerado por muitos como El nuevo grande ("o novo grande" em espanhol) do futebol argentino, o que o coloca no mesmo grupo da equipes Boca Juniors, River Plate, Racing, Independiente e Club Atlético San Lorenzo de Almagro.
O Vélez na criação da Superliga Argentina
Os clubes criaram a Superliga Argentina em 2016, com o objetivo de melhorar as condições comerciais do Campeonato Argentino, com a competição passando a ser conhecida dessa maneira, e nesse primeiro momento contando com 28 clubes.
Faixas de pagamento dos direitos de comercialização.
O Vélez foi incluído entre os grandes clubes na comercialização dos direitos da Superliga Argentina de 2017-18:
- Grupo I: Boca Juniors e River Plate: 97,86 milhões de pesos (R$ 26,62 milhões);[15]
- Grupo II: Independiente, Racing, San Lorenzo e Vélez Sarsfield: 74,61 milhões de pesos (R$ 16,47 milhões);
- Grupo III: Demais 24 clubes da primeira divisão: 55,59 milhões de pesos (R$ 12,27 milhões).

## Outros destaques

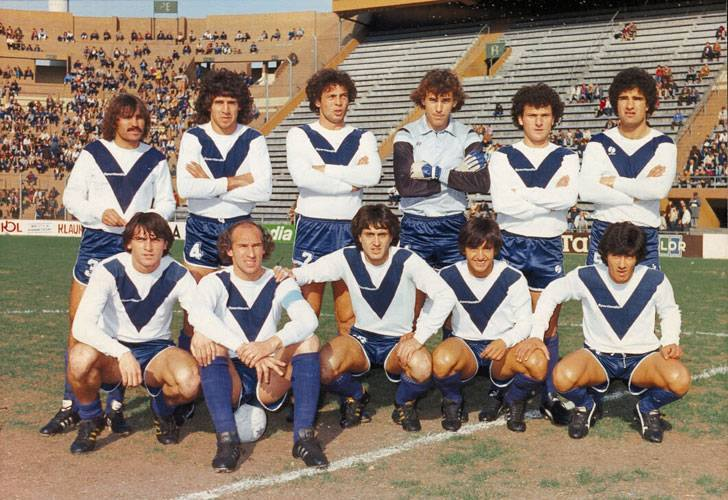
Time do Vélez Sársfield em 1983: (em pé) Bujedo, Moralejo, Jorge, Pumpido, Cuciuffo, Larraquy; (agachados): Nannini, Bianchi, Alonso, Vanemerak, Comas

- O Vélez Sarsfield obteve o reconhecimento da Confederação Sulamericana de Futebol (Conmebol) que, em 2006, elaborou um ranking histórico de cada país do continente americano. Na Argentina, o Vélez com 372 pontos estava na quarta posição, atrás do Boca Juniors (1023), do Independiente (895) e do River Plate (862).
- A história do clube marca alguns resultados espetaculares, como a vitória obtida no Campeonato Nacional de 1968, vencendo o Huracán de Bahía Blanca por 11 a 0, como local. No ano de 1945 impôs ao Independiente um "vareio" de 8 a 0. Estas são as maiores goleadas obtidas, desde 1931 até hoje.
- Da mesma forma, o Vélez recebeu três goleadas históricas: em 1951, frente o Estudiantes de La Plata por 0 a 7; em 1938 frente ao Independiente por 1 a 7; e em 2021 frente ao Boca Juniors também por 1 a 7.
- Ernesto Che Guevara, importante personagem político do século XX, foi titular no primeiro time de juniores do clube.[16]

## Títulos

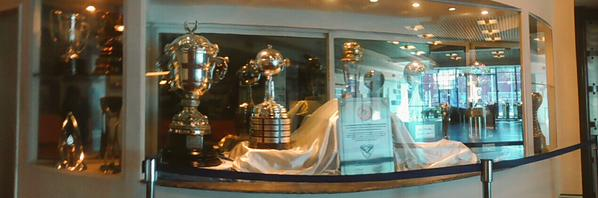
Principal vitrine de troféus do Vélez.

| MUNDIAIS          | MUNDIAIS                | MUNDIAIS | MUNDIAIS |
|                   | Competição              | Títulos  | Temporadas |
| ----------------- | ----------------------- | -------- | --- |
|                   | Copa Intercontinental   | 1        | 1994 |
| INTERCONTINENTAIS |                         |          | |
|                   | Competição              | Títulos  | Temporadas |
|                   | Copa Interamericana     | 1        | 1996 |
| CONTINENTAIS      |                         |          | |
|                   | Competição              | Títulos  | Temporadas |
|                   | Copa Libertadores       | 1        | 1994 |
|                   | Supercopa Libertadores  | 1        | 1996 |
|                   | Recopa Sul-Americana    | 1        | 1997 |
| NACIONAIS         |                         |          | |
|                   | Competição              | Títulos  | Temporadas |
|                   | Campeonato Argentino    | 11       | 1 (1968) Nacional 6 (1993, 1996, 1998, 2005, 2009, 2011) Clausura 1 (1995) Apertura 1 (2012) Inicial 1 (2012-13) Superfinal 1 (2024) Liga Profissional |
|                   | Supercopa Argentina     | 1        | 2013 |
|                   | Supercopa Internacional | 1        | 2025 |
|                   | TOTAL:                  | 17       | 1 Mundial, 1 Intercontinental, 3 Continentais e 13 Nacionais                                                                                           |

 Campeão invicto

## Torcida

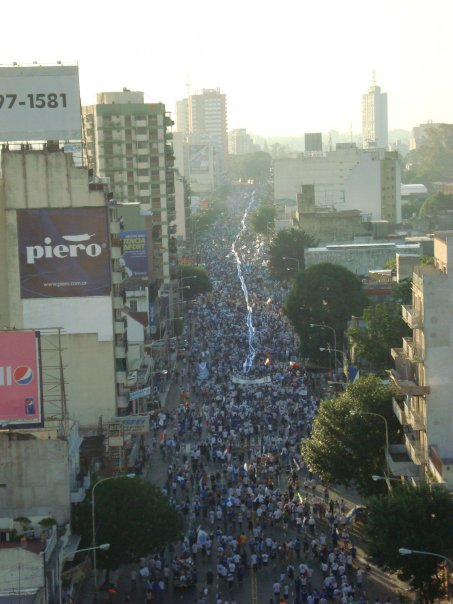
Os torcedores celebrando o centenário do clube.

Os torcedores do Vélez são chamados de Fortíneros, apelido vindo pelo do estádio José Amalfitani receber o apelido de El Fortín de Liniers (O Forte de Liniers). A torcida fortinera obteve um notável crescimento nos últimos 20 anos em toda a Argentina, crescimento explicado pelos inúmeros títulos nacionais e internacionais conquistados pela equipe e também pelo fato da equipe estar sempre em evidência na mídia, peleando por títulos locais e ótimas participações em torneios continentais. O clube possui mais de 43 mil sócios, segundo dados de 2010.
Pesquisas
Atualmente todas as pesquisas apontam o Vélez como um clube com simpatizantes por toda a Argentina, principalmente na Grande Buenos Aires. Em pesquisa realizada no ano de 2006, a torcida do Vélez representou 1,1% da população do país, cerca de 450 000 torcedores. A mesma consultoria publicou nos anos seguintes atualizações do estudo que mostraram percentuais similares. Na Área Metropolitana de Buenos Aires, a torcida do Vélez representa entre 2,6% e 3,3% da população, algo em torno de 3%, possivelmente mais concentrada na cidade de Buenos Aires e principalmente em seu bairro de Liniers e arredores.

## Elenco atual
Última atualização: 26 de maio de 2025.

## Jogadores destacados

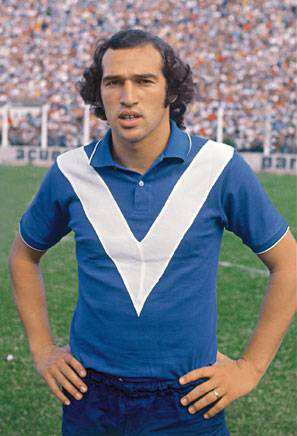
Carlos Bianchi é o maior artilheiro da história do Vélez Sarsfield, além de ser considerado seu maior jogador e maior treinador

Esta é uma lista de jogadores de destaque que já passaram pelo Vélez Sarsfield:
- Alejandro Mancuso
- Augusto Fernández
- Carlos Bianchi
- Daniel Willington
- Diego Simeone
- Emiliano Papa
- Omar Asad
- Omar Wehbe
- Maximiliano Moralez
- Nicolás Otamendi
- Rolando Zárate
- Fabián Cubero
- Facundo Ferreyra
- Fernando Gago
- Héctor Canteros
- Jonás Gutiérrez
- Sebastián Domínguez
- Sergio Goycochea
- Lucas Castromán
- Lucas Pratto
- Marcelo Barovero
- Mauricio Pellegrino
- Mauro Zárate
- Santiago Silva
- José Luis Chilavert

## Treinadores

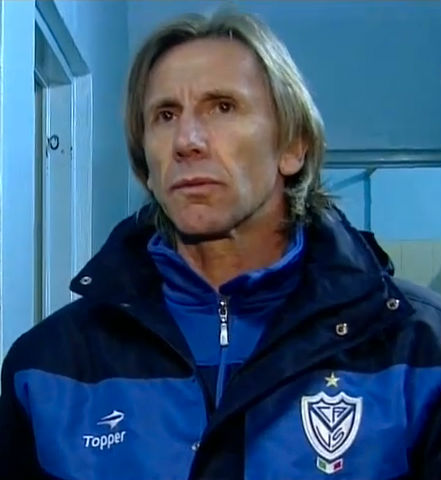
Ricardo Gareca (aqui em foto de 2013) foi um dos treinadores mais vencedores da história do Vélez Sarsfield

Esses são os principais treinadores:
- Carlos Bianchi
- José Luis Boffi
- José Oscar Flores
- Luis Martín Castellano
- Manuel Giúdice
- Marcelo Bielsa
- Miguel Ángel Russo
- Osvaldo Piazza
- Ricardo Gareca
- Victorio Luis Spinetto

## Uniformes

### Uniformes atuais
- 1º - Camisa branca com V azul, calção e meias brancas;
- 2º - Camisa azul com V branca, calção e meias azules;

| Primeiro Uniforme | Segundo Uniforme | Terceiro Uniforme | Quarto Uniforme |

### Uniformes dos goleiros
- Camisa laranja, calção e meias laranjas;
- Camisa preta, calção e meias pretas;

| Cores do Time · Cores do Time · Cores do Time · Cores do Time · Cores do Time | Cores do Time · Cores do Time · Cores do Time · Cores do Time · Cores do Time |  |

### Uniformes anteriores
- 2015-16

| Primeiro | Segundo | Terceiro |

- 2014-15

| Primeiro | Segundo | Terceiro |

- 2012-14

| Primeiro | Segundo | Terceiro | Quarto |

- 2011-12

| Primeiro | Segundo | Terceiro |

- 2011

| Primeiro | Segundo |

- 2010-11

| Primeiro | Segundo | Terceiro |

- 2009

| Primeiro | Segundo |

- 2008-09

| Primeiro | Segundo | Terceiro |

## Presidentes
- 1910-1913: Luis Barredo
- 1913-1914: Plácido Marín
- 1914: Roberto Piano
- 1914-1917: Eduardo Ferro
- 1917-1919: Antonio Marín Moreno
- 1919: Eduardo Ferro
- 1920-1921: Antonio Marín Moreno
- 1921-1923: Esteban Aversano
- 1923-1925: José Amalfitani
- 1925-1932: Enrique D'Elías
- 1932-1935: Nicolás Marín Moreno
- 1936-1937: Juan C. Sustaita
- 1937: Narciso Barrio
- 1938-1939: Nicolás Marín Moreno
- 1937-1938: Inocencio Bienati
- 1940-1941: Roberto L. Orstein
- 1941-1969: José Amalfitani
- 1969: Leonardo Pareja
- 1969-1970: Domingo M. Trimarco
- 1970-1976: José R. Feijóo
- 1976-1979: Osvaldo Guerrero
- 1979-1985: Ricardo Petracca
- 1985-1991: Francisco Antonio Pérez
- 1991-1993: Ricardo Petracca
- 1993-1996: Héctor Gaudio
- 1996-1999: Raúl Gámez
- 1999-2002: Carlos E. Mousseaud
- 2002-2005: Raúl Gámez
- 2005-2008: Álvaro Balestrini
- 2008-2011: Fernando Raffaini